# Pełnia życia
Pełnia życia (ang. Living Out Loud) – amerykańska tragikomedia z 1998 roku, zainspirowana dwoma opowiadaniami Antona Czechowa.

## Obsada
- Holly Hunter – Judith Moore
- Danny DeVito – Pat Francato
- Queen Latifah – Liz Bailey
- Martin Donovan – Robert Nelson
- Richard Schiff – Phil Francato
- Elias Koteas – Całujący
- Suzanne Shepherd – Mary
- Mariangela Pino – Donna
- Eddie Cibrian – Masażysta
- Clark Anderson – Gary
- Jenette Goldstein – Fanny

## Fabuła
Judith Moore – atrakcyjna, 40-letnia pielęgniarka domowa z Upper East Side – żąda wyjaśnień od swojego męża lekarza Roberta Nelsona. Widziała go z inną kobietą, a on nie wypiera się tego. Jej 16-letnie małżeństwo sypie się. Pat to niski mężczyzna po pięćdziesiątce. Pracuje jako windziarz w domu, w którym mieszka Judith. Sprawia wrażenie przygnębionego. Spotkały go dwie tragedie – śmierć córki i gwałtowne rozstanie z żoną. Pat nieśmiało prosi Judith o pożyczkę, a potem wraca z butelką wina i zwraca dług. Pat zaczyna zwierzać się Judith ze swoich problemów.

## Nagrody i nominacje
Nagroda Satelita 1998
- Najlepsza aktorka w komedii lub musicalu – Holly Hunter (nominacja)